# 見到你很高興
《見到你很高興》（韓語：반갑습니다，又譯喜相逢、很高興見到你)是一首北韓歌曲，由北韓歌手李京淑創作。最初由北韓的普天堡電子樂團（韓語：보천보전자악단)於1991年在日本演出時首次發表。這首歌被視為「統一歌曲」，常作為南北韓交流活動中的「指定曲目」。自1998年金剛山觀光開放後傳入南韓，並在2000年南北韓首腦會晤後在南韓廣為流行。

## 評價
《朝鮮新報》將《見到你很高興》評價為「南北韓與海外同胞共同演唱的民族之歌」以及「統一歌曲」。該報亦預測，此曲將成為「21世紀象徵南北分隔及海外同胞激動重逢的名曲」，並進一步成為「七千萬同胞在喜悅中廣為傳唱的代表性歌曲」。

## 外部連結
- YouTube上的見到你真高興
- YouTube上的見到你真高興 賽馬娘版